# 缪丽尔·鲍泽
缪丽尔·伊丽莎白·鲍泽（英語：Muriel Elizabeth Bowser，1972年8月2日—，也称穆丽尔·鲍泽）是美国民主党政治家，生于华盛顿哥伦比亚特区。自2015年起任美国首都华盛顿哥伦比亚特区第八任市长，2015年她是第二位女性市长，还是第二位担任市长的非洲裔美国妇女。她曾参与华盛顿特区应对2021年冲击美国国会大厦事件的行动。

## 家庭
鲍泽的长姐 Mercia 于2021年2月24日因确诊感染新冠肺炎离世。

## 外部連結
- C-SPAN內的頁面（英文）
- 缪丽尔·鲍泽在互联网电影资料库（IMDb）上的資料（英文）